# Elecciones a la Asamblea de la Isla Nieves de 2017
Las elecciones a la Asamblea de la Isla Nieves de 2017 tuvieron lugar el 18 de diciembre del mencionado año con el objetivo de renovar los cinco escaños electos de la Asamblea de la Isla Nieves, que junto a los tres miembros designados ejercerían sus funciones por el período 2017-2022. Se trató de las novenas elecciones que tenían lugar en Nieves desde la independencia de la Federación de San Cristóbal y Nieves en 1983, lo que además había otorgado autonomía a la isla y devenido en la creación de la Asamblea.
Estos comicios estuvieron marcados por el retiro de Vance Amory, Premier y líder del Movimiento de los Ciudadanos Responsables (CCM) después de cumplir un mandato tras volver al poder en 2013 y luego de treinta años liderando el partido que había fundado en 1987. Se trató de la primera vez en la historia de Nieves en que un líder político se retiraba voluntariamente al término de un mandato y no por haber perdido una elección. Tras una convención del partido fue sucedido en octubre de 2017 por Mark Brantley, exlíder de la Oposición en la Asamblea Nacional y Ministro de Asuntos Exteriores en el gobierno de Timothy Harris. Amory adelantó un mes las elecciones regionales para garantizar la transición y no se presentó como candidato. El opositor Partido Reformista de Nieves (NRP) continuó liderado por Joseph Parry, siendo la última elección en la que este lideró el partido.
Beneficiado por la renovación de liderazgo, el CCM obtuvo una aplastante victoria con el 56,72% de los votos válidamente emitidos y cuatro de los cinco escaños, arrebatando a Robelto Hector (del NRP) el escaño de la parroquia de Saint Paul Charlestown, la capital, que controlaba desde 2006. Eric Evelyn, del CCM, compitió para suceder a Amory en su escaño en Saint George Gingerland y lo retuvo con más del 76% de los votos, la primera elección desde 2001 en la que el candidato vencedor por mayor margen no fue el líder del partido ganador. Parry fue el único candidato del NRP que resultó reelecto. Brantley sucedió a Amory como Premier de Nieves el 19 de diciembre, al día siguiente de la elección.

## Sistema electoral
La Isla Nieves forma parte de la Federación de San Cristóbal y Nieves, la federación más pequeña del mundo y un sistema federal atípico en el que Nieves goza de importante autonomía mientras que el gobierno central se ubica en la más grande isla de San Cristóbal, que no goza de administración local propia. Como una democracia parlamentaria basada en el sistema Westminster, la Administración de la Isla Nieves se compone de una Asamblea local electa y un gabinete encabezado por un Premier responsable ante la misma. La Asamblea se compone de ocho escaños, de los cuales cinco son elegidos directamente por la población por medio de escrutinio mayoritario uninominal. Cada una de las cinco parroquias de Nieves (Saint Paul Charlestown, Saint John Figtree, Saint George Gingerland, Saint James Windward y Saint Thomas Lowland) actúa como circunscripción electoral y elige un miembro de la Asamblea por voto directo a simple mayoría de votos, con un mandato máximo de cinco años. El líder del partido que logre la confianza de tres miembros electos asume como Premier de Nieves, mientras que el líder de la fuerza opositora con más escaños asume como líder de la Oposición. Los otros tres miembros de la Asamblea son designados después de la elección por el Gobernador general de San Cristóbal y Nieves, dos a propuesta del Premier y uno a propuesta del líder de la Oposición.

## Resultados

### Nivel general
|  | 56.72 % |

|  | 43.28 % |

|  | 98.86 % |

|  | 1.14 % |

|  | 100.00 % |

|  | 59.21 % |

### Resultados por circunscripción
|  | 50.47 % |

|  | 49.53 % |

|  | 98.75 % |

|  | 1.25 % |

|  | 100.00 % |

|  | 59.06 % |

|  | 57.16 % |

|  | 42.84 % |

|  | 98.44 % |

|  | 1.56 % |

|  | 100.00 % |

|  | 60.65 % |

|  | 76.56 % |

|  | 23.44 % |

|  | 99.40 % |

|  | 0.60 % |

|  | 100.00 % |

|  | 60.61 % |

|  | 61.20 % |

|  | 38.80 % |

|  | 99.49 % |

|  | 0.51 % |

|  | 100.00 % |

|  | 58.51 % |

|  | 69.34 % |

|  | 30.66 % |

|  | 98.55 % |

|  | 1.45 % |

|  | 100.00 % |

|  | 54.89 % |